# Calycopis isobeon
Calycopis isobeon ist ein Schmetterling (Tagfalter) aus der Familie der Bläulinge (Lycaenidae).

## Beschreibung

### Falter
Die Flügelspannweite der Falter beträgt 22 bis 32 Millimeter. Die Oberseite der Vorderflügel ist braun und schwach metallisch bläulich schimmernd überstäubt, während die ebenfalls braunen Hinterflügel eine etwas stärker ausgeprägte metallisch bläulich glänzende Überstäubung zeigen. Die Unterseiten sämtlicher Flügel haben eine graubraune Farbe und sind in der Postdiskalregion mit einer schmalen orangeroten Binde versehen, die auf den Hinterflügeln teilweise gezackt ist. Richtung Außenrand wird diese Binde von einer sehr dünnen schwarzen und einer direkt anschließenden weißen Linie begrenzt. In der Submarginalregion befinden sich mehrere Augenflecke, wobei ein großer, je zur Hälfte schwarz und orangerot gefärbter auffällig hervor tritt. In der Nähe des Analwinkels befinden sich zwei Schwänzchen. 

### Ei
Die weißlichen Eier sind mit vielen kleinen Vertiefungen versehen und werden einzeln an schattigen Plätzen am Boden abgelegt.

### Raupe
Ausgewachsene Raupen haben eine braune Farbe, zwei schwärzliche Nebenrückenlinien sowie einige lange schwarze Haare. Am Körperende befinden sich zwei kleine schwarze Flecke, die Augen ähneln und offensichtlich Fressfeinde verwirren und abschrecken sollen. Es wurden zuweilen beunruhigte Raupen beobachtet, die rückwärts liefen.

### Puppe
Die Puppen sind entweder rein ockerfarbig oder zeigen zusätzlich diverse schwarze Flecke.

### Ähnliche Arten
Bei Calycopis cecrops ist der große dunkle Augenfleck auf der Unterseite der Hinterflügel nahezu einfarbig schwarz gefärbt und die orangerote Postdiskalbinde ist relativ breit.

## Verbreitung und Lebensraum
Calycopis isobeon kommt in den südlichen Bundesstaaten der USA sowie in Mittelamerika vor. Die Art lebt bevorzugt in offenen trockenen Buschlandschaften.

## Lebensweise
Die Falter bilden mehrere aufeinander folgende Generationen ohne Unterbrechung.  Erwachsene Raupen ernähren sich polyphag, meist von welken Blättern oder Fallobst.